# 호시다역
호시다역(일본어: 星田駅, ほしだえき 호시다에키[*])은 일본 오사카부 가타노시에 있는 역이다. 서일본 여객철도가 관할하는 가타마치 선이 지난다.

## 역 구조
상대식 승강장으로 2면 2선의 고가역이다. 개찰구는 1개소밖에 없으며, 에스컬레이터는 존재하지 않는다. 엘리베이터는 2009년 3월 15일부터 사용이 개시되었다.
이코카 및 제휴 교통 카드의 사용이 가능하다.

### 승강장
| 1 | ■ 갓켄토시 선 | 시조나와테・교바시 방면 |
| 2 | ■ 갓켄토시 선 | 마쓰이야마테・기즈 방면 |

## 역사
- 1898년 7월 1일: 간사이 철도의 쓰다 ~ 시조나와테 간에 개업.
- 1907년 10월 1일: 국유화에 의해 일본국유철도의 소속이 되었다.
- 1909년 10월 12일: 노선명칭제정에 따라 가타마치 선의 소속이 되었다.
- 1979년 10월 1일: 복선화 및 고가화
- 1987년 4월 1일: 민영화에 의해 서일본 여객철도의 소속이 되었다.
- 2002년 3월 23일: 쾌속 종일 정차역이 되었다.
- 2003년 11월 1일: 이코카의 사용이 개시되었다.

## 인접 정차역
| 서일본 여객철도 가타마치 선 | 서일본 여객철도 가타마치 선   | 서일본 여객철도 가타마치 선 |
| --------------------------- | ----------------------------- | --------------------------- |
| 가와치이와후네 기즈 방면    | ■ 갓켄토시 선 쾌속            | 시조나와테 교바시 방면      |
| 가와치이와후네 기즈 방면    | ■ 갓켄토시 선 구간쾌속 · 보통 | 히가시네야가와 교바시 방면  |